# Nadabius oreinus
Nadabius oreinus är en mångfotingart som beskrevs av Chamberlin 1922. Nadabius oreinus ingår i släktet Nadabius och familjen stenkrypare. Inga underarter finns listade i Catalogue of Life.